# اشتاپل
اشتاپل (به آلمانی: Stapel) یک منطقه مسکونی و شهر|منطقه مسکونی و شهرداری |شهر در آلمان است که در اشلسویگ-فلنسبورگ واقع شده‌است. اشتاپل ۱٬۷۶۸ نفر جمعیت دارد.